# Schloss Senftenegg

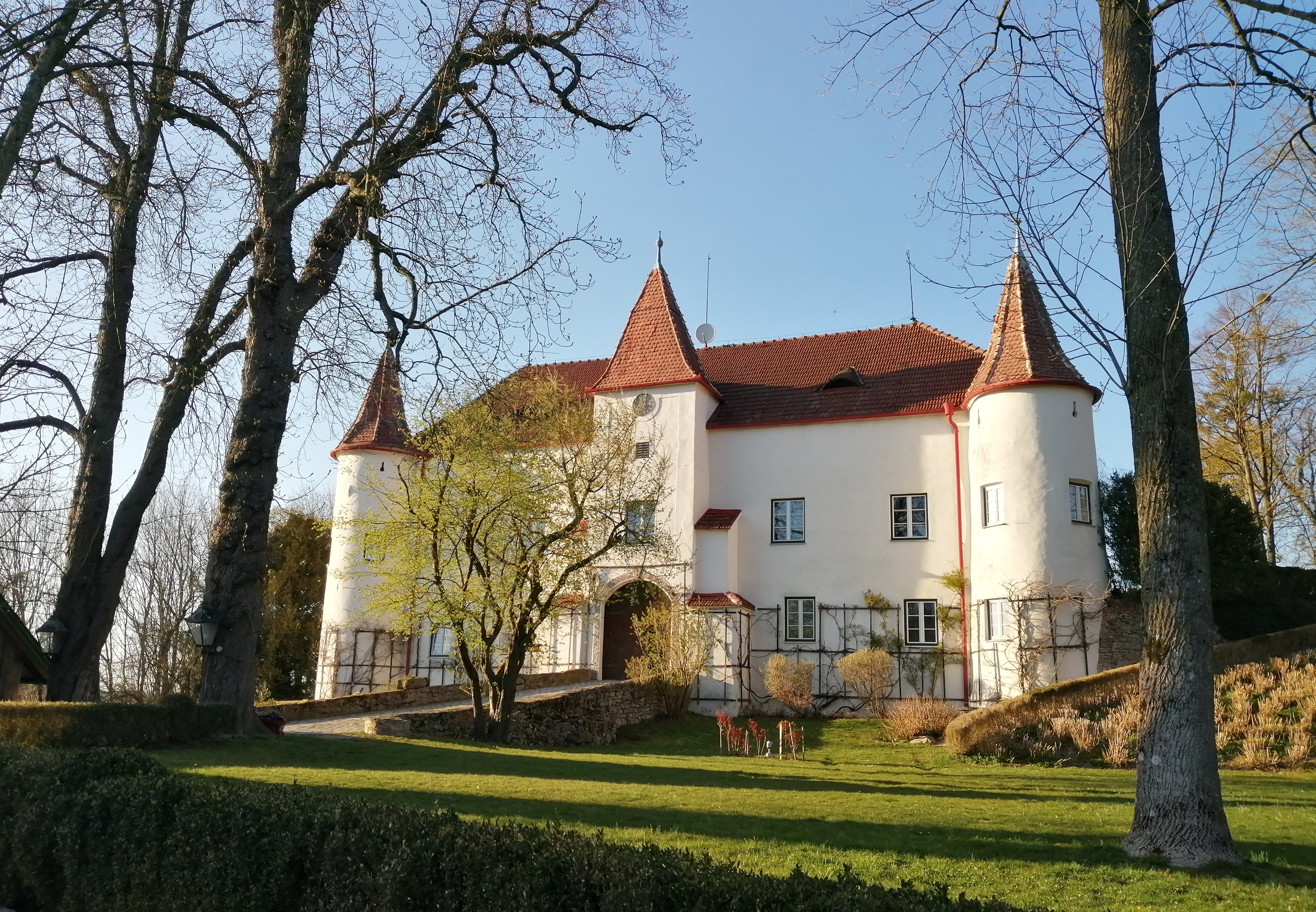
Außenansicht vom Schloss Senftenegg (2020)

Schloss Senftenegg steht nordöstlich erhöht über dem Weiler Senftenegg in der Marktgemeinde Ferschnitz im Bezirk Amstetten in Niederösterreich.

## Geschichte
De erste urkundliche Erwähnung erfolgte 1367. Die regelmäßig vierseitig- zweigeschoßige Anlage wurde in der zweiten Hälfte des 16. Jahrhunderts erbaut. 1738 war Wolf Maximilian Graf Auersperg Schlossherr auf Senftenegg. 1792 wurde die Herrschaft an Paul von Strohmayer verkauft. 1797 gewann Georg Adam Fürst Starhemberg das Gut, das nun bis 1932 im Familienbesitz blieb. Danach folgte Karl Friedrich von Frank und heute die Familie Schuch.

## Architektur
Mittig in der Südfront steht ein halbeingestellter rechteckiger Torturm mit der Zugangsbrücke über den Wehrgraben und zwei Rundtürmen mit Spitzhelmen. Der mittelalterliche ehemalige Bergfried wurde am Außenbau nicht erkennbar in die Nordostecke integriert. Der Nordteil wurde im 18. Jahrhundert ausgebaut.
Im Hof zeigen sich über rundbogigen Pfeilernischen an zwei Seiten kreuzgratgewölbte Obergeschoßarkaden auf Säulenstümpfen mit Deckplatten. Im westlichen Arkadengang zeigen sich freigelegte Reste einer Wandmalerei mit Maßwerkklünette. Der Wandbrunnen im Hof hat einen Auslauf mit einer manieristischen Maske.
Die breite Tordurchfahrt besitzt eine Stichkappentonne mit angeputzten Graten aus der zweiten Hälfte des 16. Jahrhunderts und im Obergeschoß existieren teilweise noch Stichkappentonnengewölbe. Im Erdgeschoß des Ostflügels befindet sich ein rechteckiger kreuzgratgewölbter Kapellenraum des Hl. Antonius von Padua, welcher 1854 renoviert wurde.
Neben genealogischen Wandmalereien aus dem 20. Jahrhundert, einer reichen Bibliothek und einem Archiv sind außerhalb des Schlosses noch Reste eines Wehrgrabens, der teilweise mit Wasser gefüllt ist, erhalten geblieben.